# 自由穆賽介
自由穆賽介（学名：Munseyella libita）为真花介科穆賽介屬下的一个种。